# Unterseeboot 1065
L'Unterseeboot 1065 ou U-1065 est un sous-marin allemand (U-Boot) de type VIIC/41 utilisé par la Kriegsmarine pendant la Seconde Guerre mondiale.
Le sous-marin est commandé le 14 octobre 1941 à Hambourg (Blohm + Voss), sa quille posée le 23 septembre 1943, il est lancé le 3 août 1944 et mis en service le 23 septembre 1944, sous le commandement de l'Oberleutnant zur See Johannes Panitz.
L'U-1065 n'endommage ni ne coule aucun navire au cours de l'unique patrouille (de 6 jours de mer) qu'il effectue.
Il coule lors d'un bombardement par l'aviation britannique dans le Kattegat, en avril 1945.

## Conception
Unterseeboot type VII, l'U-1065 avait un déplacement de 759 tonnes en surface et 860 tonnes en plongée. Il avait une longueur hors-tout de 67,20 m, un maître-bau de 6,20 m, une hauteur de 9,60 m et un tirant d'eau de 4,74 m. Le sous-marin était propulsé par deux hélices de 1,23 m, deux moteurs diesel Germaniawerft F46 de 6 cylindres en ligne de 1400 cv à 470 tr/min, produisant un total de 2060 à=2350|kW en surface et de deux moteurs électriques Allgemeine Elektricitäts-Gesellschaft GU 460/8–27 de 750 cv à 295 tr/min, produisant un total 550 kW, en plongée. Le sous-marin avait une vitesse en surface de 17,7 nœuds (32,8 km/h) et une vitesse de 7,6 nœuds (14,1 km/h) en plongée. Immergé, il avait un rayon d'action de 80 milles marins (150 km) à 4 nœuds (7,4 km/h; 4,6 milles par heure) et pouvait atteindre une profondeur de 230 m. En surface son rayon d'action était de 8500 milles nautiques (soit 15 700 km) à 10 nœuds (19 km/h).
L'U-1065 était équipé de cinq tubes lance-torpilles de 53,3 cm (quatre montés à l'avant et un à l'arrière) et embarquait quatorze torpilles. Il était équipé d'un canon de 8,8 cm SK C/35 (220 coups), d'un canon antiaérien de 20 mm Flak C30 en affût antiaérien et d'un canon 37 mm Flak M/42 qui tire à 15 350 mètres avec une cadence théorique de 50 coups par minute. Il pouvait transporter 26 mines TMA ou 39 mines TMB. Son équipage comprenait 4 officiers et 40 à 56 sous-mariniers.

## Historique
Il est en phase d'entraînement à la 5. Unterseebootsflottille jusqu'au 1er avril 1945, puis rejoint son unité de combat dans cette même flottille.
L'U-1065 quitte Kiel, en Allemagne pour sa première et unique patrouille de guerre le 4 avril 1945, sous le commandement de l'Oberleutnant zur See Johannes Panitz. L'U-1065 se dirige vers les côtes norvégiennes en compagnie de l'U-804. Après seulement six jours en mer, ils sont repérés et attaqués dans le Skagerrak au nord-ouest de Göteborg, par 34 Mosquitos de trois escadrons distincts de la Royal Air Force. Pendant l'attaque, l'U-1065 réussit à abattre l'un des Mosquitos avec ses canons antiaériens. Il coule à son tour à la position 57° 58′ N, 11° 15′ E, par des roquettes de dix Mosquitos du No. 143 Squadron RAF (en) et du No. 235 Squadron RAF (en).
Les 45 membres d'équipage meurent dans cette attaque.
L'U-804 est également envoyé par le fond avec la totalité de son équipage quelques instants plus tard.

## Affectations
- 5. Unterseebootsflottille du 23 septembre 1944 au 1er avril 1945 (Période de formation).
- 5. Unterseebootsflottille du 1er avril 1945 au 9 avril 1945 (Unité combattante).

## Commandement
- Oberleutnant zur See Johannes Panitz du 23 septembre 1944 au 9 avril 1945.

## Patrouilles
|       | Commandant            | Départ       | Départ | Arrivée      | Arrivée | Jours   | Succès |
| ----- | --------------------- | ------------ | ------ | ------------ | ------- | ------- | ------ |
| 1     | Oblt. Johannes Panitz | 4 avril 1945 | Kiel   | 9 avril 1945 | Coulé   | 6 jours |        |
| Total | Total                 | Total        | Total  | Total        | Total   | 6 jours | 0 t    |

Note : Oblt. = Oberleutnant zur See